# شهرستان وین‌شیک (آیووا)
شهرستان وین‌شیک، آیووا (به انگلیسی: Winneshiek County, Iowa) شهرستانی در ایالات متحده آمریکا است که در آیووا واقع شده‌است.

## خصوصیات
شهرستان وین‌شیک ۱٬۷۸۷٫۱ کیلومترمربع مساحت دارد.